# Eduard Verhagen
Eduard Verhagen is een Nederlands kinderarts aan het Universitair Medisch Centrum Groningen.
Hij is voornamelijk bekend omdat hij in 2004 het Groningen-protocol opstelde.  In deze tekst omschreef hij criteria waaraan artsen volgens hem kunnen voldoen om in het kader van de Nederlandse euthanasiewetgeving "levensbeëindiging van pasgeborenen" uit te kunnen voeren zonder gevaar van strafververvolging wegens moord op een wilsonbekwame zonder verzoek om euthanasie. Het voorstel van Verhagen werd nadien door het Openbaar Ministerie in Groningen goedgekeurd.
Sinds het invoeren van dit protocol door de Nederlandse overheid en de publicatie ervan in 2005 in The New England Journal of Medicine kreeg het uitgesproken kritiek van collega pediaters en meerdere organisaties en politici, zoals de Pauselijke Academie voor het Leven en de Italiaanse politicus Carlo Giovanardi.